# 아프간우는토끼
아프간우는토끼 또는 아프간피카(Ochotona rufescens)는 우는토끼과에 속하는 포유류의 일종이다. 아프가니스탄, 아르메니아, 이란, 파키스탄 그리고 투르크메니스탄에서 발견된다.